# Pseudaphycus dysmicocci
Pseudaphycus dysmicocci är en stekelart som beskrevs av Bennett 1955. Pseudaphycus dysmicocci ingår i släktet Pseudaphycus och familjen sköldlussteklar.
Artens utbredningsområde är:
- Bermuda.
- Ghana.

Inga underarter finns listade i Catalogue of Life.